# Arctotis

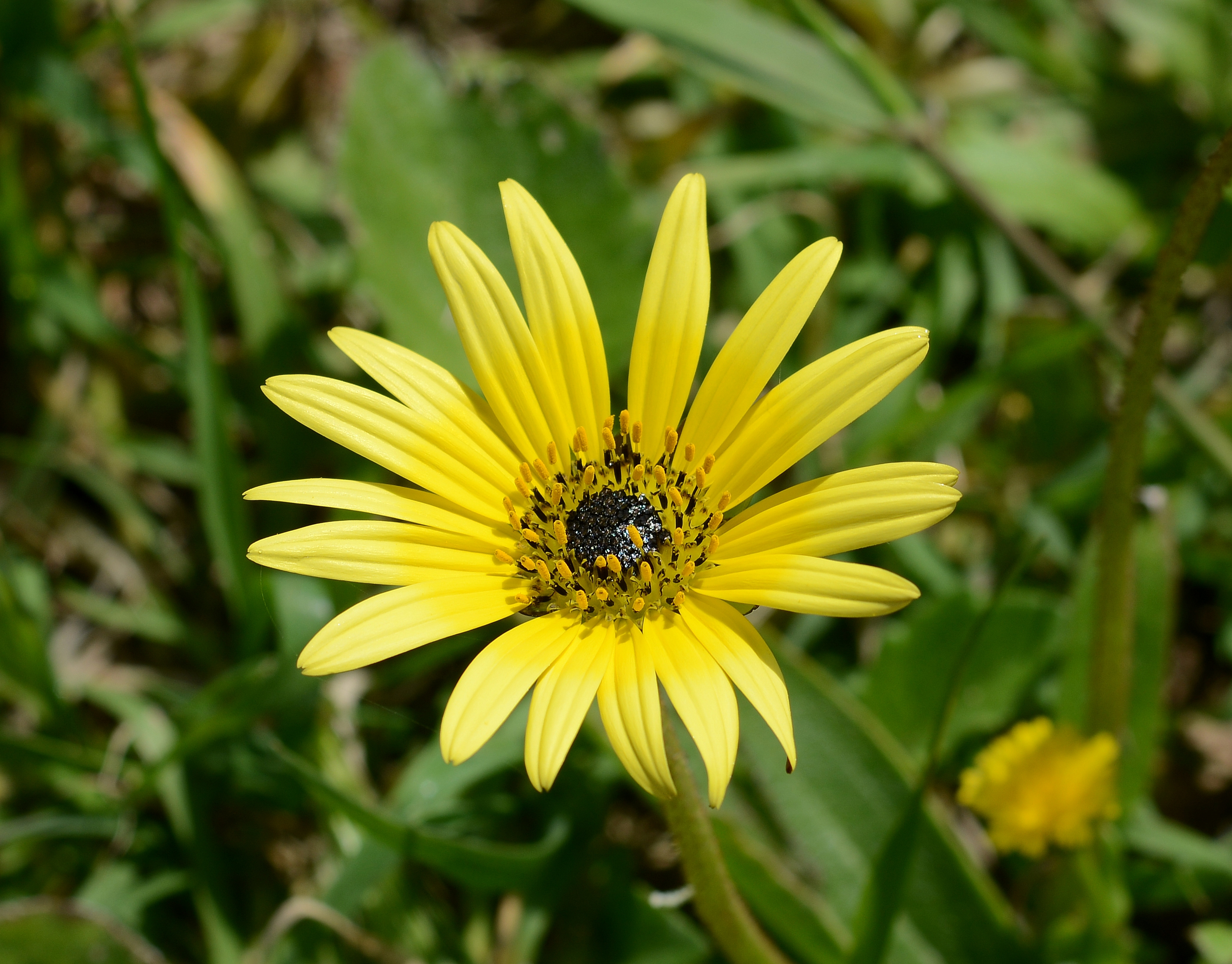
Arctotis.

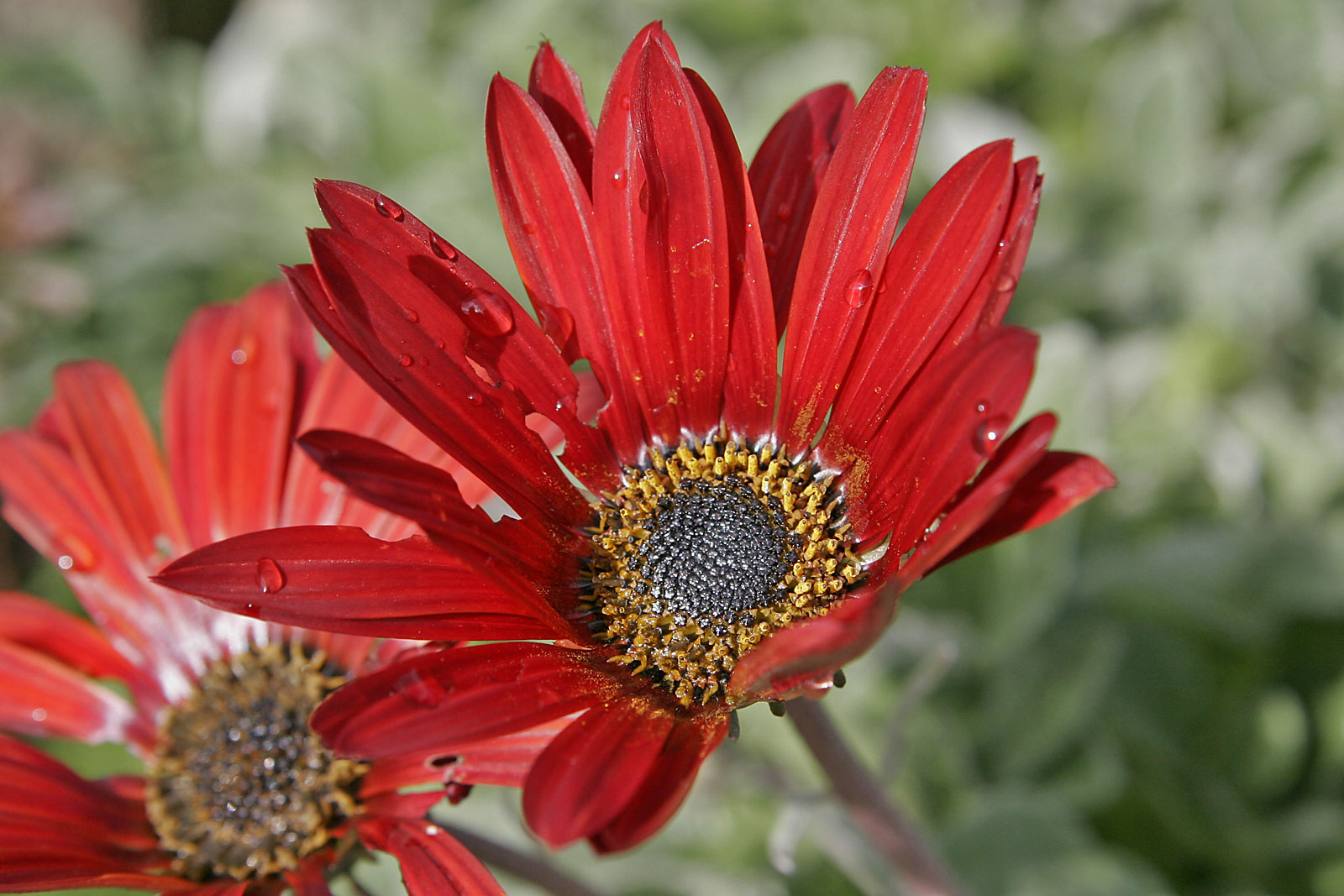
Arctotis.

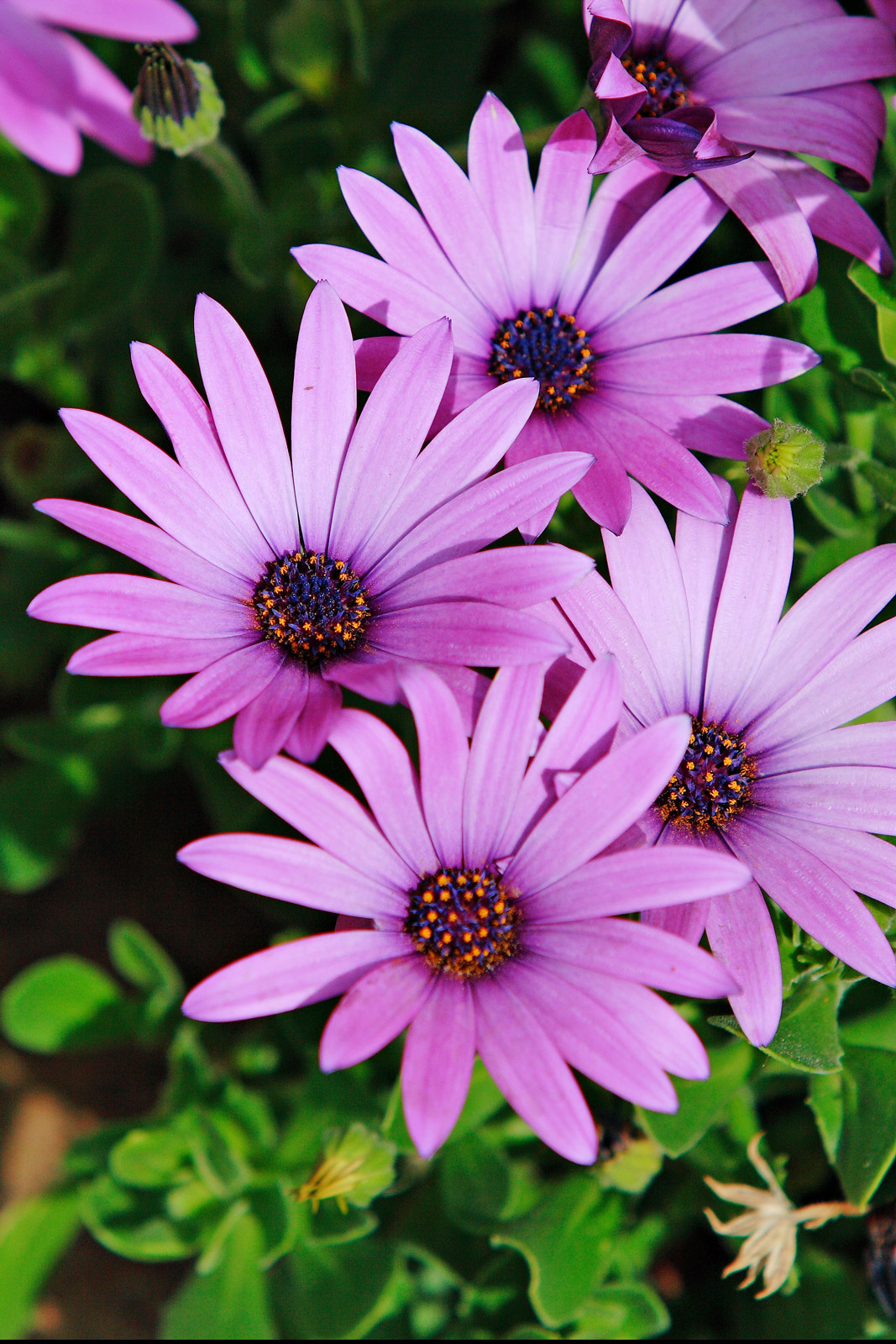
Arcotis.

Arctotis es un género de alrededor de 40-50 especies de plantas de flores perteneciente a la familia Asteraceae, nativo del sur de África, desde Sudáfrica al norte de Angola. Algunas especies son alternativamente incluidas en el género Venidium. Algunas especies se han desarrollado como planta ornamental por sus hermosas y atractivas flores de color amarillo, naranja, rojo o blanco.
Comprende 246 especies descritas y de estas, solo 69  aceptadas. Es originario del sur de África.

## Taxonomía
El género fue descrito por Carlos Linneo y publicado en Species Plantarum 2: 922–923. 1753 La especie tipo es Arctotis angustifolia L.

## Especies seleccionadas
- Arctotis acaulis
- Arctotis adpressa
- Arctotis amoena
- Arctotis angustifolia L.
- Arctotis arctotoides
- Arctotis argentea
- Arctotis aspera
- Arctotis auriculata
- Arctotis bellidifolia
- Arctotis breviscapa
- Arctotis candida
- Arctotis cinerea
- Arctotis cuprea
- Arctotis elatior
- Arctotis fastuosa
- Arctotis flaccida
- Arctotis flammea
- Arctotis foeniculacea
- Arctotis frutescens
- Arctotis galbrata
- Arctotis glaucophylla
- Arctotis gumbletonii
- Arctotis hirsuta
- Arctotis laevis
- Arctotis leiocarpa
- Arctotis leptorhiza
- Arctotis leucanthemoides
- Arctotis merxmuellerii
- Arctotis revoluta
- Arctotis rosea ( = Arctotis stoechadifolia, = Arctotis grandis )
- Arctotis semipapposa
- Arctotis squarrosa
- Arctotis stoechadifolia Berg.
- Arctotis sulcocarpa
- Arctotis tricolor
- Arctotis undulata
- Arctotis venusta